# دریاسالار جاوید یی سون شین
دریاسالار جاوید یی سون شین (انگلیسی: Immortal Admiral Yi Sun-sin) یک مجموعه تلویزیونی ساخت کره جنوبی بر اساس زندگی یی سون شین است که نقش وی را کیم میونگ-مین ایفا کرده‌است.